# Seems Like Old Times
Pour le film, voir Comme au bon vieux temps.
Seems Like Old Times est une chanson américaine écrite par Carmen Lombardo et John Jacob Loeb et originellement enregistrée par l'orchestre de Guy Lombardo.
La chanson a joué un rôle central dans le film Annie Hall (réalise par Woody Allen et sorti en 1977), dans lequel elle est chantée par Diane Keaton  dans le rôle-titre.

## Accolades
La chanson (dans la version du film Annie Hall, dans lequel elle est chantée par Diane Keaton) est classée 90e dans la liste des « 100 plus grandes chansons du cinéma américain » selon l'American Film Institute (AFI).